# Pélargonidine
La pélargonidine (ou pélargonidol)  est un pigment végétal de la famille des anthocyanidols. Elle possède une couleur rouge brun caractéristique et est présente dans de nombreux fruits rouges sous forme glycosylatée. Elle est dotée d'une activité anti-oxydante notable.

## Propriété

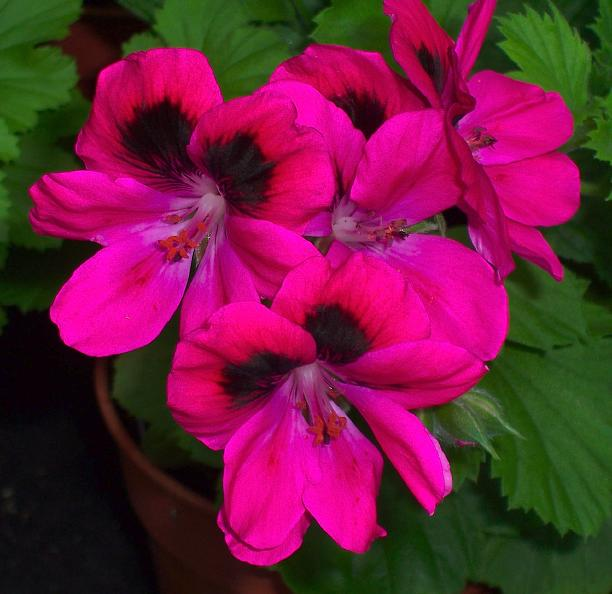
Pelargonium groupe Regale, le niveau de pigmentation en anthocyanosides est 5 à 10 fois plus élevé dans les taches centrales sombres des pétales

La pélargonidine fait partie avec la cyanidine, la delphinidine, la malvidine, la péonidine et la pétunidine, des principaux anthocyanidols rencontrés dans la nature. Dans ce groupe, elle se caractérise par la présence d'un seul groupement hydroxyle en position 4' sur le cycle aromatique B (voir la numérotation dans la table 1).
En raison de son noyau flavylium possédant une forte réactivité avec les nucléophiles, la pélargonidine est une molécule relativement instable et donc peu présente sous forme libre dans les tissus végétaux.
L'addition d'un sucre en position C-3 (par O-glycosylation) lui confère une meilleure stabilité et solubilité. Les hétérosides formés par condensation de la pélargonidine et d'un ose font partie de la famille des anthocyanosides ou anthocyanes, une vaste famille de pigments colorés flavonoïques.
À l'état pur, en laboratoire, elle se présente sous forme d'une poudre de couleur rouge à brun.
La pélargonidine tient son nom au fait d'avoir été isolée au début du XXe siècle par Richard Willstätter dans les Pélargonium.

## Pélargonidine et ses hétérosides dans l'alimentation
La pélargonidine est l'aglycone de 17 % des anthocyanosides naturels. Sur les 539 anthocyanosides recensés par Andersen et Jordheim  en 2006, on en trouve 94 basés sur la pélargonidine.
Le radis rouge (Raphanus sativus L.) contient des quantités significatives d'anthocyanosides construits sur la pélargonidine. Otsuki et als (2002) ont identifié 12 anthocyanosides acylés de pélargonidine. L'acylation se fait par les acides caféique, p-coumarique ou férulique.
La fraise (Fragaria ×ananassa) est un fruit particulièrement riche en pélargonidine sous forme de 3-glucoside de pélargonidine (47,14 mg/100g) ou des formes acylées comme la 3-(6-malonylglucoside) de pélargonidine (4,78 mg/100g) ou la 3-(6-succinnyl-glucoside) de pélargonidine (10,44 mg/100g) et le 3-rutinoside de pélargonidine (1,32 mg/100g). Est présent aussi un peu de cyanidine sous forme 3-glucoside de cyanidine (2,88 mg/100g). L'activité anti-oxydante de la fraise a été corrélée à son contenu en anthocyanosides. Ces pigments pourpres forment avec les flavanols (catéchine, afzéléchine) des complexes stables,
|        |                              |                                           |
| Fraise | 3-glucoside de pélargonidine | 3-(6"-malonyl-glucoside) de pélargonidine |

La base PHENOL-EXPLORER indique 11 anthocyanosides importants trouvés dans l'alimentation européenne :
| Table 1. Fruits et légumes riches en pélargonidine et en ses dérivés hétérosides | |
| numérotation du noyau                                                            | |
| Pélargonidine                                                                    | Fraise (4,31 mg/100g), Haricot (noir)                                                                     |
| Pélargonidine 3,5-O-diglucoside                                                  | Grenade (Punica grenatum), Haricot (noir)                                                                 |
| Pélargonidine 3-O-(6-malonyl-glucoside)                                          | Fraise (4,78 mg/100g)                                                                                     |
| Pélargonidine 3-O-(6-succinyl-glucoside)                                         | Fraise (10,44 mg/100g)                                                                                    |
| Pélargonidine 3-O-arabinoside                                                    | Fraise |
| Pélargonidine 3-O-glucoside                                                      | Fraise (47,14 mg/100g), Framboise (1,65 mg/100g, Sureau noir, Grenade ; Haricot noir, cru (12,60 mg/100g) |
| Pélargonidine 3-O-glucosyl-rutinoside                                            | Framboise                                                                                                 |
| Pélargonidine 3-O-rutinoside                                                     | Cassis (2,48 mg/100g), Fraise, Framboise rouge, Cerise douce (Prunus avium L.) (1,24 mg/100g)             |
| Pélargonidine 3-O-sophoroside                                                    | Framboise (2,99 mg/100g)                                                                                  |

## Pigment coloré des végétaux
Les dérivés de la pélargonidine, en combinaison le plus souvent avec des dérivés d'autres anthocyanidols, teintent en rouge mauve les pétales de nombreuses fleurs.
- Volubilis Ipomoea purpurea

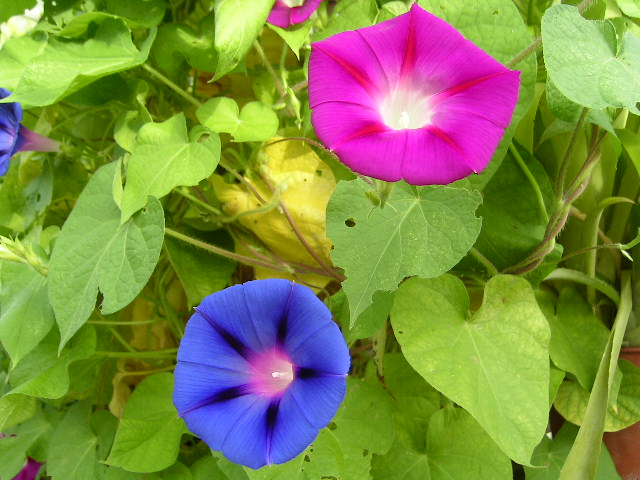
Ipomoea purpurea

La fleur rouge pourpre du volubilis (Ipomoea purpurea) contient quatre glycosides acylés de pélargonidine, tous basés sur le 3-sophoroside-5-glucoside de pélargonidine, acylés avec l'acide caféique ou glucosylcaféique. Ce sont des pigments analogues à ceux des fleurs mauve bleu de Ipomoea purpurea, à l'anthocyanidol près, puisque pour ces dernières c'est la cyanidine qui joue le rôle d'aglycone.
Dans une autre fleur rouge pourpre, celle du Lobularia maritima (L.) Desv. 'Easter Bonnet Deep Rose', ont été isolés six pélargonidine-3-sambubioside-5glucoside acylés. Pour comparaison, la fleur pourpre violet du cultivar 'Easter Bonnet Violet' contient des anthocyanosides de même structure mais dans lesquels la pélargonidine est remplacée par la cyanidine. On voit sur ces deux cas que la substitution d'une cyanidine à une pélargolidine déplace le rouge vers le violet.
- Pélargonium

En général, la pigmentation colorée des fleurs est le résultat d'un assemblage complexe d'anthocyanosides construits avec des anthocyanidols différents. De nombreux facteurs peuvent alors influencer la variation de couleurs entre les cultivars : concentration respectives des composants, pH, co-pigmentation, liaison (chélation) avec un cation métallique etc.
|                                                             |                              |
| Pelargonium ×domesticum 'Dubonnet' (ou 'Martha Washington') | Pelargonidin 3,5-diglucoside |

Le cas des Pelargonium (géraniums des fleuristes) est intéressant car on y trouve tous les anthocyanidols communs. La présence de pélargonidine fut établie dès le début du XXe siècle puis on découvrit que les pétales rose saumon du géranium zonal ne contenait que le 3,5-diglucoside de pélargonidine alors que le cultivar 'Henry Jacoby' contenait en plus du 3,5-diglucoside de malvidine. Mais des études plus poussées (par des analyses HPLC) de 20 cultivars de Pelargonium ×hortorum L.H. Bail (géranium zonal) identifièrent outre les 3,5-diglucosides de pélargonidine et de malvidine, de petites quantités des 3,5-diglucosides de cyanidine, péonidine, delphinidine et pétunidine (Asen et Griesbach, 1983). Les 3,5-diglucosides des six anthocyanidols les plus fréquents sont donc présents, accompagnés invariablement de leurs acétates (en position 6 du glucose).  Il semble que la variation du pH ait un effet mineur sur la coloration des pétales mais la co-pigmentation avec des flavonols s'observe dans la partie centrale des pétales par rapport à la partie externe. Les flavonols sont des glycosides de kaempférol, quercétol et myricétol et on les observe en concentration supérieure aux anthocyanosides dans les pélargonium roses 'Pink Multibloom' et 'Pink Elite Mix' (rapport A/F=0.3) alors qu'ils sont minoritaires dans les pélargoniums rouge/pourpre (rapport A/F va de 2 à 6,7) et même très minoritaires dans la partie externe des pétales (le cas extrême du cultivar 'Dubonnet' où A/F externe 33, interne 3,5). Dans les pélargonium rouges, la pélargonidine dominante est accompagnée par la péonidine et le flavonol principal est le kaempférol. L'acylation des glucosides intervient aussi sous forme d'un 3-glucoside-5-(6-acetyl)glucoside qui est prédominant dans les pélargoniums régales et dans 'Karl Hagele'.